# Silver Broom 1984
Air Canada Silver Broom 1984 var det 26. VM i curling for mænd. Turneringen blev arrangeret af International Curling Federation og afviklet i Memorial Auditorium i Duluth, Minnesota, USA i perioden 2. – 8. april 1984 med deltagelse af ti hold. USA var VM-værtsland for tredje gang, og det var anden gang at Duluth var værtsby – første gang var i 1976.
Mesterskabet blev for anden gang i dets historie vundet af Norge, som besejrede Schweiz med 8-5 i finalen. Tredjepladsen gik til Sverige, som tabte 3-5 til Norge i semifinalen. Norges vinderhold kom fra Snarøyen Curling Club i Oslo og bestod af Eigil Ramsfjell, Sjur Loen, Gunnar Meland og Bo Bakke.
Danmark blev repræsenteret af et hold fra Gentofte Curling Club bestående af Christian Thune, Niels Siggaard, Jens Møller og Torsten Søndergaard. Holdet endte på niendepladsen efter en sejr og otte nederlag.

## Resultater
De ti deltagende hold spillede en enkeltturnering alle-mod-alle. De fire bedst placerede hold i grundspillet gik videre til semifinalerne.

### Grundspil
| Runde | Kampe | Kampe | Kampe | Kampe | Kampe | Kampe | Kampe | Kampe | Kampe | Kampe |
| ----- | ----- | ----- | ----- | ----- | ----- | ----- | ----- | ----- | ----- | ----- |
| 1     |       |       |       |       |       |       |       |       |       |       |
| 2     |       |       |       |       |       |       |       |       |       |       |
| 3     |       |       |       |       |       |       |       |       |       |       |
| 4     |       |       |       |       |       |       |       |       |       |       |
| 5     |       |       |       |       |       |       |       |       |       |       |
| 6     |       |       |       |       |       |       |       |       |       |       |
| 7     |       |       |       |       |       |       |       |       |       |       |
| 8     |       |       |       |       |       |       |       |       |       |       |
| 9     |       |       |       |       |       |       |       |       |       |       |
| TB1   |       |       |       |       |       |       |       |       |       |       |
| TB2   |       |       |       |       |       |       |       |       |       |       |

| Plac. | Hold         | Vundne | Tabte |
| ----- | ------------ | ------ | ----- |
| 1.    | Sverige      | 7      | 2     |
| 2.    | Schweiz      | 7      | 2     |
| 3.    | Canada       | 6      | 3     |
| 4.    | Norge        | 6      | 3     |
| 5.    | Vesttyskland | 6      | 3     |
| 6.    | USA          | 5      | 4     |
| 7.    | Skotland     | 5      | 4     |
| 8.    | Italien      | 2      | 7     |
| 9.    | Danmark      | 1      | 8     |
| 10.   | Østrig       | 0      | 9     |

### Slutspil
| Runde       | Kamp             | Res. |
| ----------- | ---------------- | ---- |
| Semifinaler | Sverige - Norge  | 3-5  |
| Semifinaler | Canada - Schweiz | 8-9  |
| Finale      | Norge - Schweiz  | 8-5  |

### Samlet rangering
| Plac. | Hold         | 4                 | 3                  | 2               | 1                   | Reserve         |
| ----- | ------------ | ----------------- | ------------------ | --------------- | ------------------- | --------------- |
| Guld  | Norge        | Eigil Ramsfjell   | Sjur Loen          | Gunnar Meland   | Bo Bakke            |                 |
| Sølv  | Schweiz      | Peter Attinger Jr | Bernhard Attinger  | Werner Attinger | Kurt Attinger       |                 |
| 3.    | Sverige      | Connie Östlund    | Per Lindeman       | Carl von Wendt  | Bo Andersson        |                 |
| 4.    | Canada       | Mike Riley        | Brian Toews        | John Helston    | Russ Wookey         |                 |
| 5.    | Vesttyskland | Keith Wendorf     | Hans Dieter Kiesel | Sven Saile      | Heiner Martin       |                 |
| 6.    | USA          | Joe Roberts       | Bruce Roberts      | Gary Kleffman   | Jerry Scott         |                 |
| 7.    | Skotland     | Mike Hay          | David Hay          | David Smith     | Russell Keiller     | Gordon Sneddon  |
| 8.    | Italien      | Andrea Pavani     | Franco Sovilla     | Giancarlo Valt  | Stefano Morona      |                 |
| 9.    | Danmark      | Christian Thune   | Niels Siggaard     | Jens Møller     | Torsten Søndergaard |                 |
| 10.   | Østrig       | Günther Märker    | Ronald Koudelka    | Günther Mochny  | Ernst Egger         | Günther Hummelt |